# Maurice Gillis
Maurice Gillis (Liegi, 6 novembre 1897 – Liegi, 22 marzo 1980) è stato un calciatore belga, di ruolo attaccante.

## Carriera

### Club
Ha sempre giocato nel campionato belga.

### Nazionale
Ha rappresentato la propria Nazionale alle Olimpiadi del 1924.

## Palmarès

### Club
- Promotion: 1

Standard Liegi: 1920-1921